# هانا مونتانا ۲: ملاقات با مایلی سایرس
هانا مونتانا ۲: ملاقات با مایلی سایرس دومین آلبوم صوتی از کانال دیزنی دربارهٔ سریال هانا مونتانا و اولین آلبوم مایلی سایرس است. این آلبوم در ۲۶ ژوئن ۲۰۰۷، توسط والت دیزنی رکوردز انتشار یافت. این آلبوم دارای دو دیسک است که دیسک اول دارای ده آهنگ از کاراکتر هانا مونتانا و دیسک دوم که نامش ملاقات با مایلی سایرس بود ده آهنگ از مایلی سایرس بود.